# Инвойс-дискаунтинг
Инвойс-дискаунтинг (от англ. Invoice discounting) — финансовая операция, похожая на регрессный закрытый факторинг. Но отличается тем, что финансирование выплачивается не на каждую поставку отдельно, а на сальдо всех поставок. При этом, чаще всего, комиссия за финансирование начисляется не по формуле простых процентов, как при факторинге, а по формуле сложных процентов. Каждый день к сумме выплаченного финансирования прибавляется сумма начисленной сегодня комиссии, а на следующий день проценты начисляются уже не на финансирование, а на сумму финансирования и ранее начисленной комиссии.
Эта операция ориентирована на крупных надёжных клиентов с хорошими финансовыми показателями, поскольку на них лежит ответственность за возврат финансирования. Проверка дебиторов, мониторинг, верификация поставок и административное управление дебиторской задолженностью не проводятся, что позволяет существенно уменьшить операционные издержки.